# Szajkó

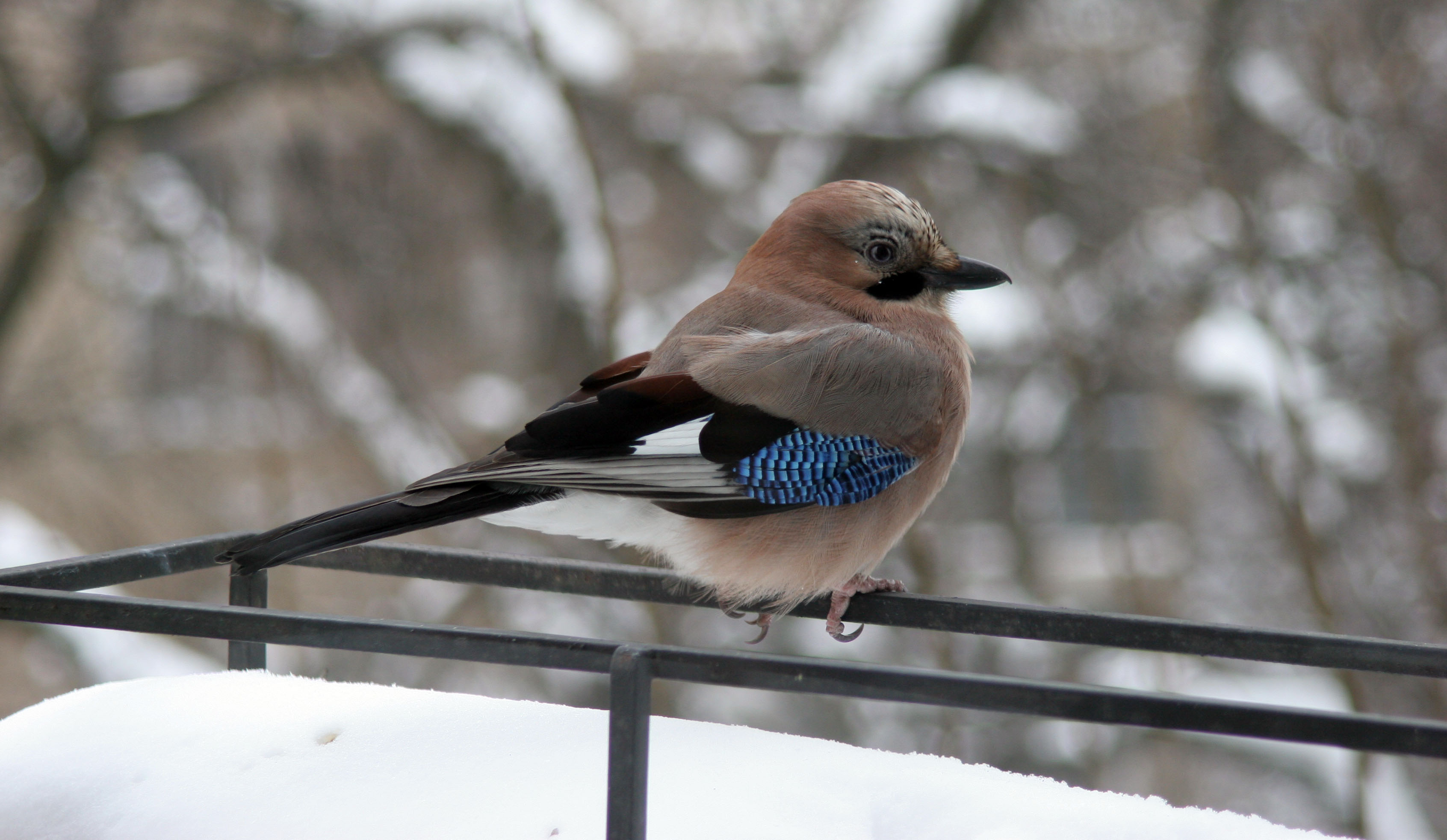

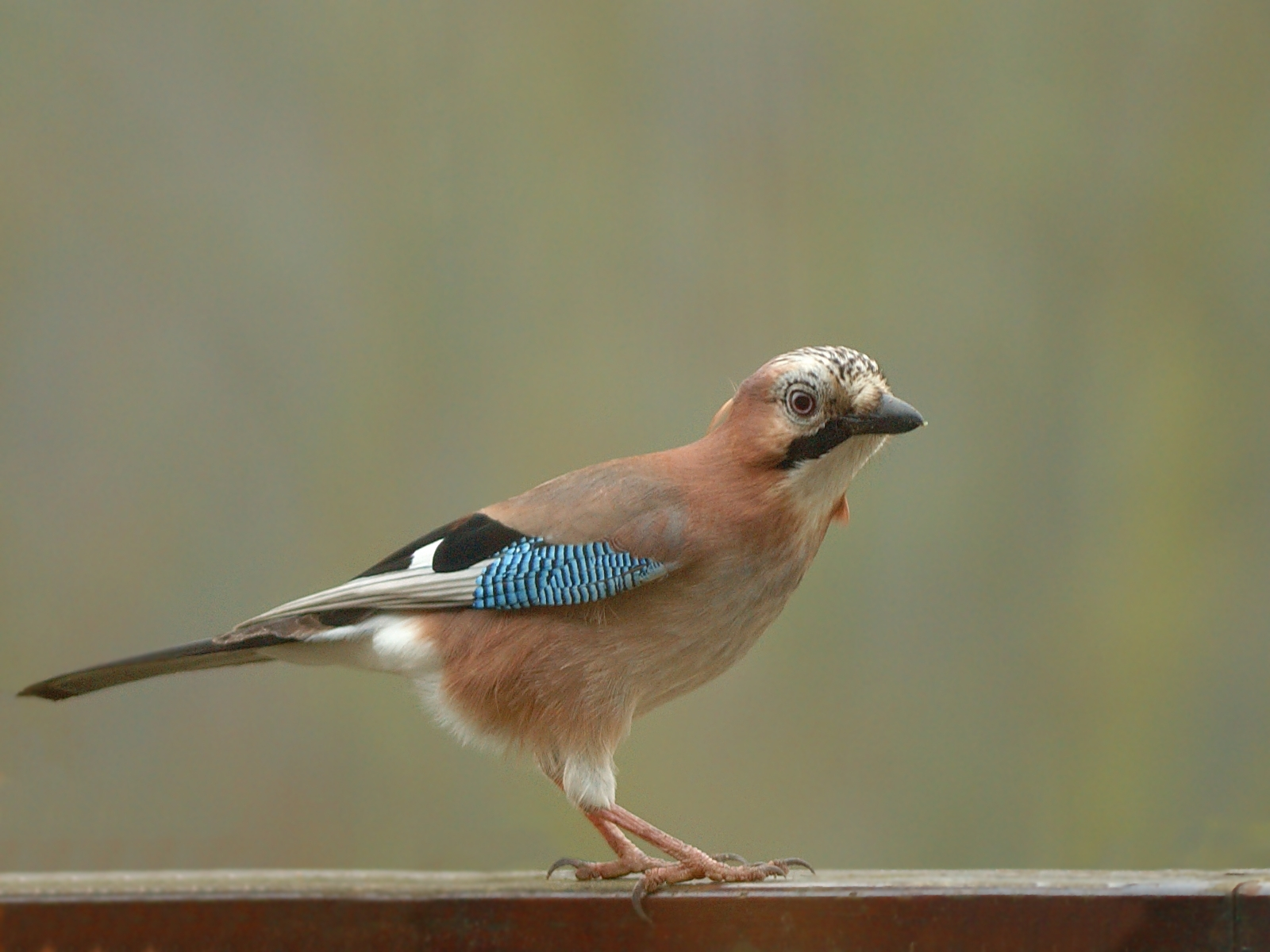

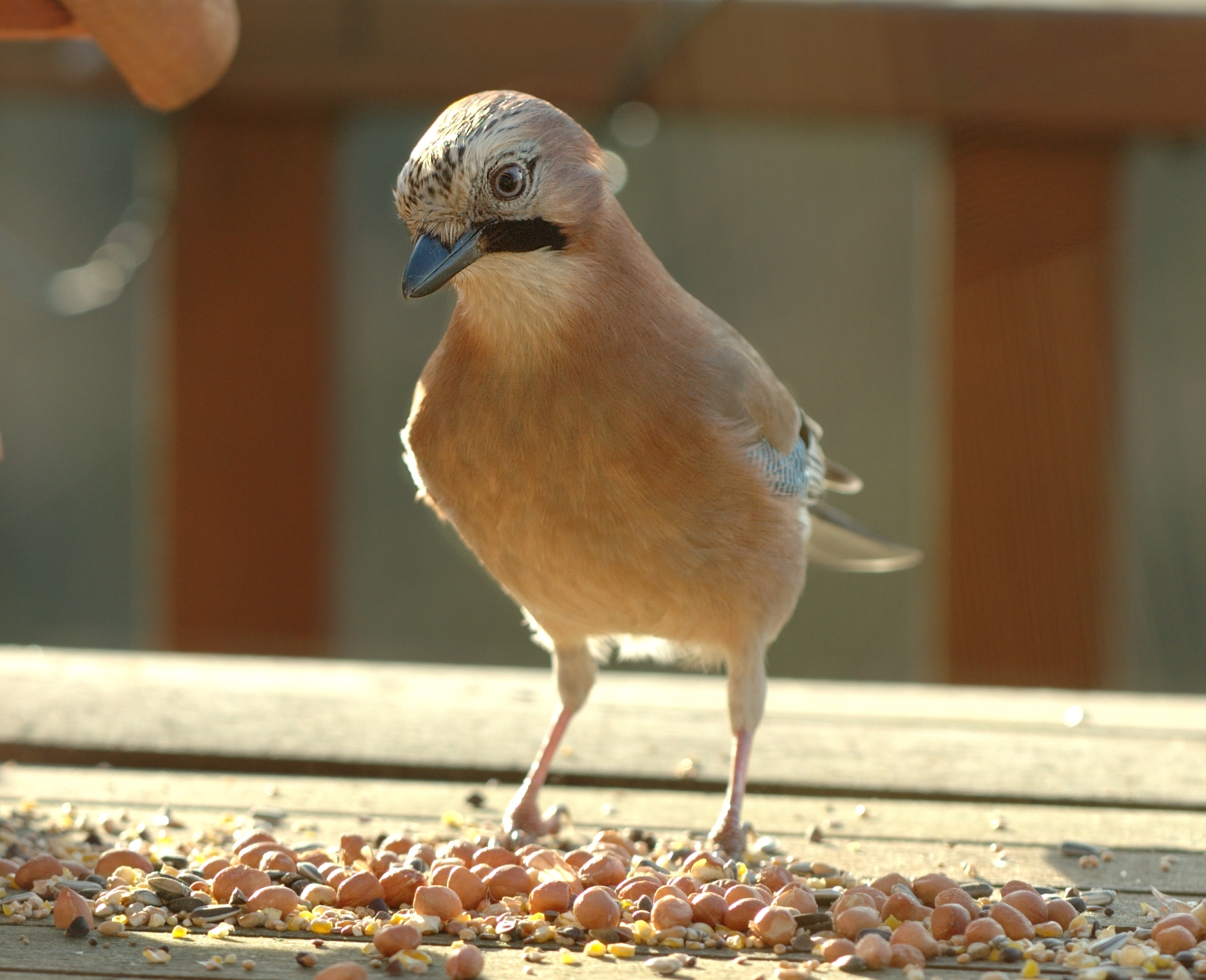

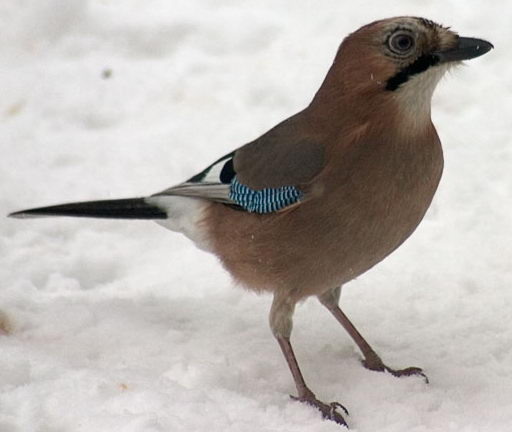

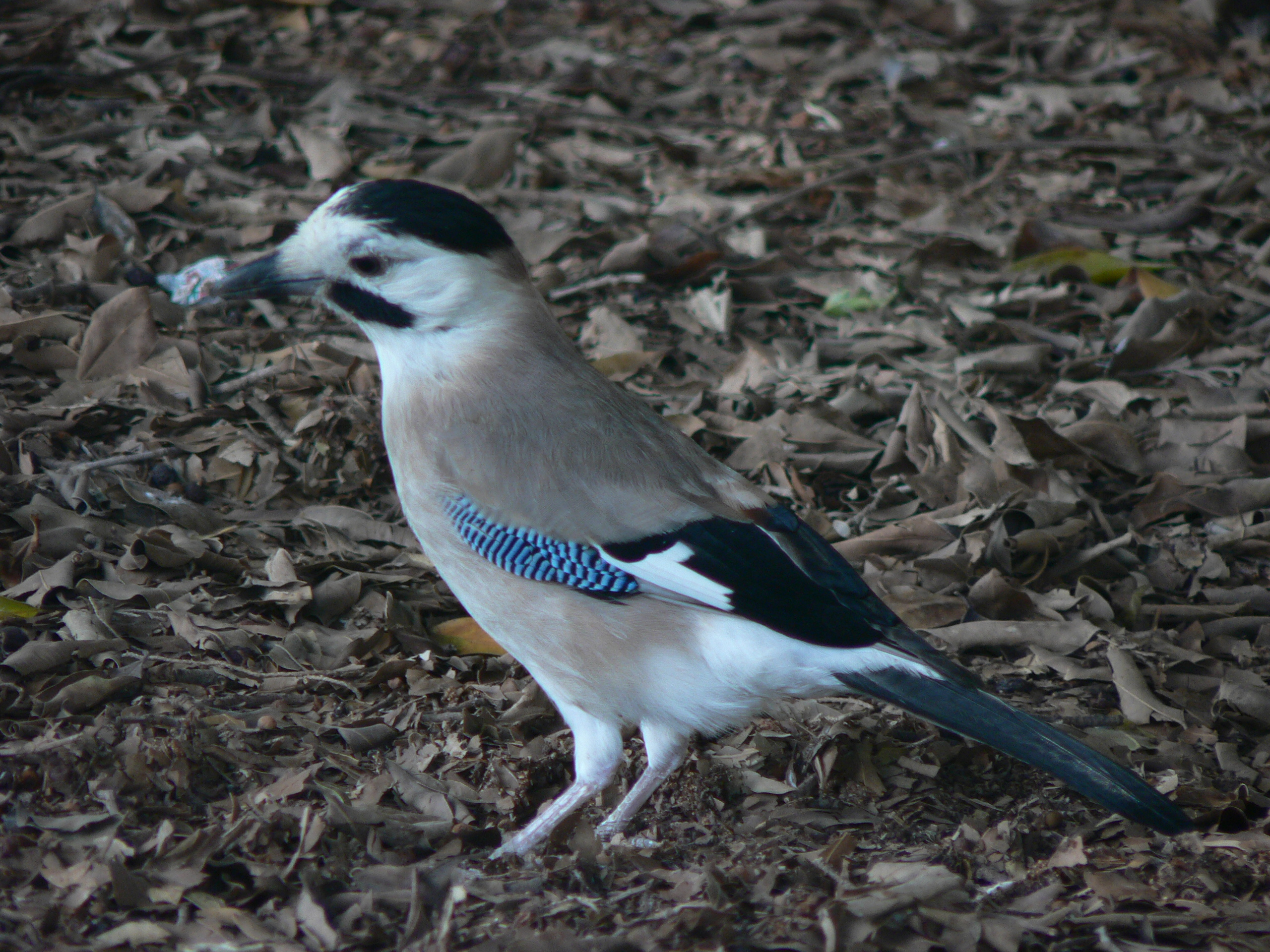

A szajkó, más néven európai szajkó (Garrulus glandarius) a madarak osztályának verébalakúak (Passeriformes) rendjébe és a varjúfélék (Corvidae) családjába tartozó faj. Közismert népies neve: mátyásmadár vagy mátyásszajkó, egyes vidékeken mátyás, illetve matyimadár.

## Rendszerezése
A fajt Carl von Linné svéd ornitológus írta le 1758-ban, a Corvus nembe Corvus glandarius néven.

## Alfajai
- Európai alfajcsoport – csíkos fej jellemző rájuk
  - ír szajkó (Garrulus glandarius hibernicus) – Írország és Észak-Írország
  - angol szajkó (Garrulus glandarius rufitergum) – Anglia, Skócia, Wales és Franciaország északi része
  - európai szajkó (Garrulus glandarius glandularius) – Észak- és Közép-Európa keletre az Urál-hegységig
  - ibériai szajkó (Garrulus glandarius fasciatus) – az Ibériai-félsziget
  - korzikai szajkó (Garrulus glandarius corsicanus) – Korzika
  - szardíniai szajkó (Garrulus glandarius ichnusae) – Szardínia
  - olasz szajkó (Garrulus glandarius albipectus) – Olaszország, Szicília és Dalmácia
  - balkáni szajkó (Garrulus glandarius graecus) – Szerbia, Montenegró, Észak-Macedónia, Albánia és Görögország
  - Garrulus glandarius ferdinandi – Bulgária keleti része és Észak-Törökország
  - krétai szajkó (Garrulus glandarius cretorum) – Kréta
  - ciprusi szajkó (Garrulus glandarius glaszneri) – Ciprus
- Észak-afrikai alfajcsoport – vöröses tarkó, nagyon világos fej és fekete vagy csíkos fejtető jellemző rájuk 
  - marokkói szajkó (Garrulus glandarius whitakeri) – Észak-Marokkó és Algéria északnyugati része
  - atlasz-hegységi szajkó (Garrulus glandarius minor) – Atlasz-hegység
  - algériai szajkó (Garrulus glandarius cervicalis) – Algéria északkeleti része és Tunézia
- Nyugat-ázsiai alfajcsoport – egyszínű, nem csíkozott hát, fekete fejtető és nagyon világos fej jellemző rájuk 
  - számosz-szigeti szajkó (Garrulus glandarius samios) – Számosz
  - anatóliai szajkó (Garrulus glandarius anataliae) – nyugat-Törökország, észak-Irán
  - krím-félszigeti szajkó (Garrulus glandarius iphigenia) – Krím-félsziget
  - kaukázusi szajkó (Garrulus glandarius krynicki) – Kaukázus
  - közel-keleti szajkó (Garrulus glandarius atricapillus) – Szíria nyugati része, Libanon, Izrael és Jordánia nyugati része
- Kászpi-tenger vidéki alfajcsoport – fejtető első része fekete, a többi része erősen csíkozott
  - kászpi-tenger vidéki szajkó (Garrulus glandarius hyrcanus) – Azerbajdzsán délkeleti része és Irán északi része
- Észak-ázsiai alfajcsoport – csíkos fejtető, vörös fej és szürke hát jellemző rájuk 
  - észak-orosz szajkó (Garrulus glandarius severtzowi) – Oroszország északi része
  - szibériai szajkó (Garrulus glandarius brandtii) – Szibéria déli része, Mongólia északi része, Kína északi része, a Koreai-félsziget, Szahalin, a Kuril-szigetek és Japán északi része
  - kanszui szajkó (Garrulus glandarius kansuensis) – Közép-Kína
  - kelet-kínai szajkó (Garrulus glandarius pekingensis) – Kína keleti része
- Himalájai és dél-kínai alfajcsoport – csíkmentes vörös fejtető jellemző rájuk
  - nyugat-himalájai szajkó (Garrulus glandarius bispecularis) – Himalája nyugati része
  - kelet-himalájai szajkó (Garrulus glandarius interstinctus) – Himalája keleti része
  - dél-kínai szajkó (Garrulus glandarius sinensis) – Mianmar északi része és Dél-Kína
  - Garrulus glandarius oatesi – Mianmar északnyugati része
  - Garrulus glandarius haringtoni – Mianmar nyugati része
  - tajvani szajkó (Garrulus glandarius taivanus) – Tajvan
- Délkelet-ázsiai alfajcsoport – elöl fehér, hátul fekete fejtető és nagyon világos fej jellemző rájuk
  - fehérarcú szajkó (Garrulus glandarius leucotis) – Mianmar középső része, Thaiföld északi része és észak-Vietnám
- Japán alfajcsoport – nagy fehér szárnyfolt, fekete pofa jellemző rájuk 
  - japán szajkó (Garrulus glandarius japonicus) – Honsú és Oshima
  - szado-szigeti szajkó (Garrulus glandarius tokugawae) – Szado
  - kjúsú-i szajkó (Garrulus glandarius hiugaensis) – Kjúsú
  - jakusima-szigeti szajkó (Garrulus glandarius orii) – Jakusima

|  |  |

## Előfordulása
Európában, Ázsiában és Afrika északnyugati partvidékén fészkel. Lombos, elegyes és tűlevelű erdőkben, parkokban él. Kimondottan erdei madár. A hegység, dombvidék és síkság erdős részein országszerte megtalálható, ahol kisebb és közepes nagyságú lombos- vagy fenyves erdők vannak. Megtalálható a nagy kiterjedésű erdőkben is, ezeket azonban kevésbé szereti, mint a ligetes, mezőgazdaságilag művelt területekkel és tisztásokkal megszakított kisebb erdőket. Fátlan területeken nem él meg, lételeme a tölgy vagy a bükk jelenléte.

## Kárpát-medencei előfordulása
Magyarországon rendszeres fészkelő. Állandó madár, bár a költési időszak után csapatokba verődve nagyobb távolságokra is elkóborolhat. A középhegységi és dombsági tölgyesekben fordul elő, de az alföldi erdőkben, parkokban és kertvárosokban is megtalálható.

## Megjelenése
Testhossza 34–35 centiméter, szárnyfesztávolsága 52–58 centiméter, testtömege 140–190 gramm. A tojó kisebb, mint a hím. Rövid, erős csőre van. A Magyarországon élő varjúfélék között a legkisebb. Tollazata rózsaszínes világosbarna. Farka fekete, míg farkcsíkja és alsó farkfedői fehérek. Feketés szárnyán a széles fehér folton kívül szembetűnő bélyeg a fekete vonalas égszínkék szárnytükör. A szép fedőtollak gyakran díszítik a vadászok kalapját is. Izgalmi állapotban gyakran felmereszti fekete-fehér vonalkázású fejtollait. Szeme világoskék. Hangja messze hangzó, éles „sksék”. Éneke nagyon változatos, érdes, nyávogó, fütyülő hangok keveréke. Kitűnő hangutánzó, élethűen utánozza az egerészölyv nyávogás-szerű kiáltását, a holló mély korrogását, a varjak károgását és a fácánkakas kakatolását is. Nemcsak más madarak hangját, hanem például a szekérnyikorgást, a kutyaugatást is híven utánozza („szajkózza”). Éles, riasztó hangjára az erdő minden vadja figyel.

## Életmódja
A lehetőségeken belül szinte mindent megeszik. Nyáron inkább rovarokkal táplálkozik, de a fészekrablástól sem riad vissza. Elkapja a gyíkokat, a békákat, az apró rágcsálókat és a csőrével agyonveri őket. Ősszel áttér a növényi táplálékra. Télen táplálkozásában a növényi eredetű anyagok dominálnak. Ilyenkor „előveszi éléskamráiból” az ősszel szorgalmasan begyűjtött és eldugdosott, főleg makkból álló csemegéit. Ám a rejtekhelyeket – például fatuskók, avar – nem mindig találja meg, s ezzel mintegy erdőgazdasági tevékenységet folytat, biztosítva a magok kikelését, ily módon elősegítve a természetes erdőfelújítást. Tölgymakk, bükkmakk, kukorica, gabonafélék magvai, dió, mandula, alma, szőlő, barack, erdei gyümölcsök egyaránt szerepelnek az étlapján.

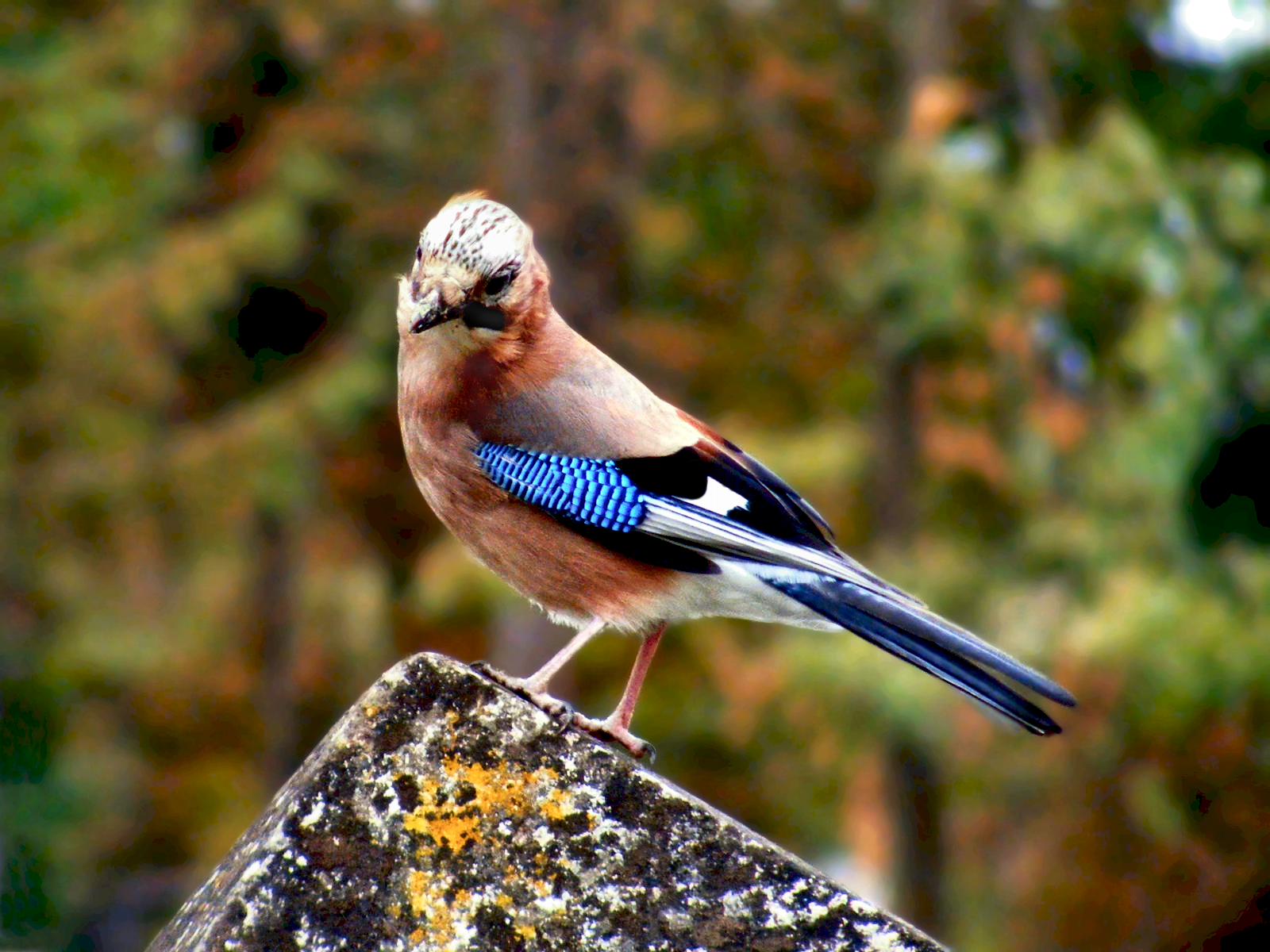

Tavasszal és nyáron ritkán hagyja el az erdőt, de ősztől tél végéig nyíltabb tájakon, szőlőkben, gyümölcsösökben is megfordul. Ilyenkor laza csoportokban található. Bizalmatlan, óvatos, mozgékony madár. Hangos riasztása miatt a cserkelő vadászok nemigen kedvelik. Ilyenkor ugyanis az erdő őreként az összes vad figyelmét felhívja a közeledő veszélyre. Vadgazdálkodási szempontból kártétele elenyésző, állományának apasztása elsősorban az énekesmadarak védelme érdekében szükséges. Hazai állománynagyságáról pontos adatok nincsenek. Alkalmas területen 3-6 pár is költhet tízhektáronként. Védettséget nem élvez, állományának gyérítése egész évben lehetséges.

## Szaporodása

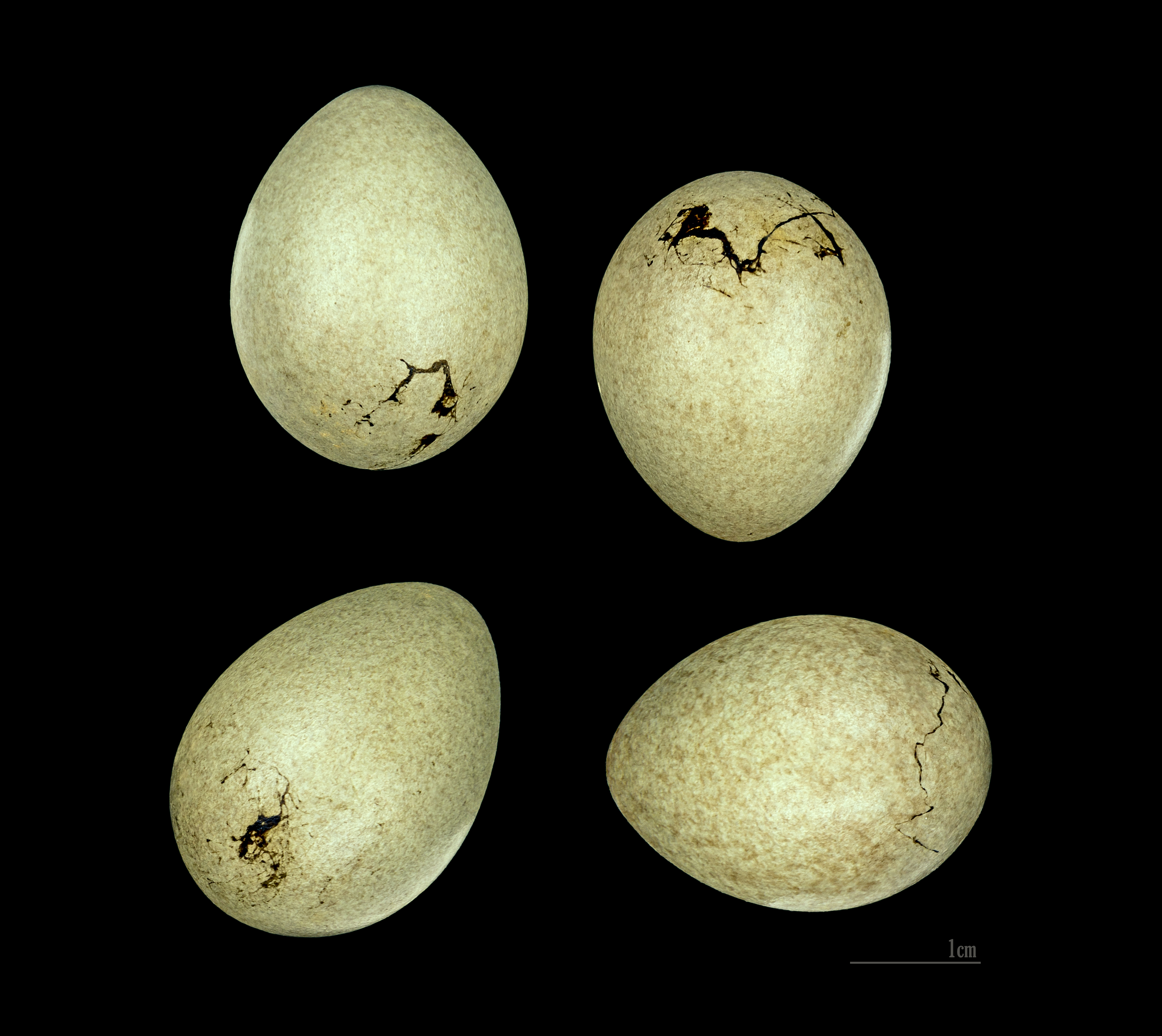
Garrulus glandarius tojásai

Májusban költ. Fészekalja 5-6 tojásból áll, melyen 16-17 napig kotlik. A kikelés után a fiókák, még 19-21 napot töltenek a fészekben, és azt gyakran még teljes röpképességük elérése előtt elhagyják. Elsősorban lomberdőkben költ, különösen kedveli a tölgyeseket, de a gyertyánosokban, fenyvesekben, esetleg tujasorokban is megtalálhatjuk fészkét. Gallyfészkét gyökerekkel, növényi szálakkal béleli.

## Természetvédelmi helyzete
Elterjedési területe, mintegy 21 800 000 négyzetkilométer. Európai populációja mintegy 6 000 000 és 13 000 000 költőpárra, azaz mintegy 18 000 000-39 000 000 egyedre tehető. Európai állománya a világ szajkópopulációjának 25-49 százalékát képezi. A világon a becslések szerint egyedszáma 36 700 000 és 156 000 000 közé tehető. Állománya stabil, ezért a Természetvédelmi Világszövetség Vörös listáján a nem fenyegetett fajok közé sorolták.